# 1350 هـ
1350 هـ هي سنة في التقويم الهجري امتدت مقابلةً في التقويم الميلادي بين سنتي 1931 و1932.

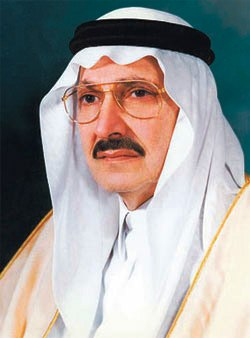
طلال بن عبد العزيز آل سعود

## مواليد
- صالح اللحيدان
- عبد الستار فتح الله
- متعب بن عبد العزيز آل سعود
- نجيب الكيلاني
- عبد الله الخنيزي
- إبراهيم خليل علاف
- بشير حسن القطان
- حسين المحضار
- خورشيد أحمد
- زيد بن عبد العزيز الفياض
- شهاب الدين الندوي
- طلال بن عبد العزيز آل سعود
- عبد الجبار اليحيى
- عبد الله البقمي
- عبد الله بن عبد العزيز بن مساعد آل سعود
- فتحي سعيد
- محمد حسن الطالقاني
- محمد فاضل اللنكراني
- محمد مصطفى الأعظمي
- هاشم الطعان
- هشام حافظ

## وفيات
- أحمد الشاهرودي
- إدورد سل
- إلياس زخورة
- حسين بن علي الهاشمي
- دافيد سانتلانا
- فرانكلين هنري جيدنجز
- فيصل الدويش
- الأمير عبدالله العسكر
- كنود هولمبو
- محمد بن عقيل الحضرمي
- ناصر بن سعود بن عيسى شويمي
- يوسف بورحيل المسماري
- عمر الكردي الكوراني
- الشريف حسين بن علي
- 1 جمادى الأولى - عمر المختار
- يوسف النبهاني